# Circulaire meststoffen
Circulaire meststoffen zijn bemestingsstoffen waarbij tijdens de productie geen eindige (fossiele) bronnen worden gebruikt. Circulaire meststoffen kunnen zowel natuurlijke meststoffen als kunstmeststoffen zijn. Voorbeelden van circulaire meststoffen zijn compost (gebruik plantaardige resten), dierlijke mest afkomstig uit de circulaire landbouw, fosfaatkunstmest gewonnen uit reststromen en stikstofkunstmest geproduceerd uit reststromen. 
Het Ministerie van Landbouw, Natuur en Voedselkwaliteit streeft naar de omvorming van de Nederlandse landbouw naar zoveel mogelijk kringlooplandbouw. Dit doel is ook overgenomen in het Klimaatakkoord. Circulaire meststoffen maken een essentieel onderdeel uit van kringlooplandbouw.
Bij groene circulaire meststoffen wordt, naast het gebruik van hernieuwbare grondstoffen, tijdens de productie uitsluitend gebruik gemaakt van duurzame energie.

## Kringlooplandbouw
Tijdens de groei van gewassen worden nutriënten en mineralen (waaronder stikstof, fosfor, kalium en magnesium) aan de bodem onttrokken. Deze bouwstenen worden door de plant niet alleen gebruikt voor de groei, maar ook om zich te verdedigen tegen ziekten en plagen. Om te voorkomen dat de bodemvruchtbaarheid afneemt na herhaaldelijke oogst, worden meststoffen ingezet om opnieuw nutriënten en mineralen in de bodem te brengen. Er is sprake van een kringloop als de nutriënten en mineralen in deze meststoffen zijn terug te herleiden naar nutriënten die eerder aan die bodem zijn onttrokken. Deze kringloop is in veel gevallen niet gesloten, waarbij nutriënten enerzijds weglekken uit de lokale kringloop of als afval verdwijnen, waardoor er anderzijds steeds nieuwe nutriënten toegevoegd moeten worden die nog geen deel uitmaakten van de kringloop. In de kringlooplandbouw gaat het om behoud van nutriënten in het voedselsysteem: de nutriëntenkringloop.

### Effecten verlies van nutriënten op milieu en klimaat
In de Nederlandse landbouw bestaat een stikstofoverschot van 131 kg per hectare per jaar en een fosfaatoverschot van 8 kg per hectare per jaar. Dit betekent dat er meer stikstof en fosfaat in de Nederlandse nutriëntenkringloop wordt gebracht dan er wordt (her)gebruikt of geëxporteerd, zodat deze overschotten in de natuur terechtkomen. Het verlies van nutriënten uit de kringloop kan negatieve effecten hebben op het milieu. Stikstofoxiden zijn krachtige broeikasgassen die, als ze in in de atmosfeer terechtkomen, bijdragen aan klimaatverandering. Indirecte verhoging van de concentraties nutriënten in niet voor landbouw bestemde bodems kan negatieve gevolgen hebben voor de biodiversiteit. Bepaalde biotopen die afhankelijk zijn van arme gronden, zoals de heide, ondervinden schade van te hoge stikstofconcentraties in de bodem. Ook kan er verzuring van de bodem optreden. Verhoogde concentraties van stikstof, fosfaat of kalium kunnen daarnaast via uitspoeling in water terecht komen, waar het leidt tot sterk verhoogde algengroei (eutrofiëring). Dit gaat ten koste van het zuurstofgehalte en leidt tot een afname van de biodiversiteit in het water.

### Belang van circulaire meststoffen in kringlooplandbouw
Wanneer de nutriënten en mineralen die als meststoffen aan de bodem worden toegevoegd afkomstig zijn uit reststromen of hernieuwbare bronnen (circulaire meststoffen) in plaats van eindige bronnen, dan is dit op twee manieren voordelig. Ten eerste betekent het gebruik van reststromen dat deze niet als afval in het milieu belanden. Daarmee wordt voorkomen dat bijvoorbeeld stikstof of fosfaat op plekken terecht komt waar het schadelijk is voor het milieu of de biodiversiteit. Ten tweede betekent het dat er geen nieuwe nutriënten aan de kringloop hoeven worden toegevoegd uit eindige (fossiele) bronnen. Ammoniak (een stikstofverbinding) wordt nu bijvoorbeeld grotendeels geproduceerd met behulp van waterstof afkomstig uit aardgas en fosfaat wordt gewonnen in mijnen met fosfaatgesteente. Stoppen met het gebruik van eindige grondstoffen is niet alleen een gevolg van beter hergebruik van nutriënten, het is op termijn een noodzakelijke ontwikkeling omdat de grondstoffen op kunnen raken. Voor de voorraad fosfor in gesteenten lopen de schattingen zeer uiteen, maar door de groeiende wereldbevolking en welvaart neemt de vraag naar voedsel en dus fosfor snel toe, terwijl de voorraad makkelijk bereikbare fosfor af blijft nemen.

## Circulaire natuurlijke meststoffen en circulaire kunstmeststoffen
Net als meststoffen in het algemeen kunnen circulaire meststoffen een natuurlijke (plantaardige of dierlijke) of kunstmatige oorsprong hebben. Voorbeelden van circulaire natuurlijke meststoffen zijn compost of dierlijke mest uit circulaire landbouw (plantenresten of uitwerpselen die onderdeel uitmaken van een nutriëntenkringloop). Circulaire kunstmeststoffen kunnen worden geproduceerd met behulp van reststromen, zoals fosfaat gewonnen uit rioolslib. 
In de praktijk worden natuurlijke en kunstmatige meststoffen in aanvulling op elkaar gebruikt. Dit heeft deels te maken met de geldende regelgeving en deels met de specifieke voor- en nadelen per mestsoort. Voor het gebruik van dierlijke meststoffen geldt in de Europese Nitraatrichtlijn een maximum van 170 kg stikstof uit dierlijke mest per hectare, omdat de stikstof uit deze mest, naast de directe werking, door vertraagde mineralisatie ook een meerjarige werking heeft. Bij herhaaldelijk gebruik kan deze meerjarige werking zich opstapelen. De overige stikstofruimte wordt daarom meestal naar behoefte ingevuld met kunstmeststoffen (in de richtlijn gedefinieerd als 'chemische meststoffen').

### Precisiebemesting
Een voordeel van kunstmest ten opzichte van natuurlijke mest, is de mate van controle die kan worden uitgeoefend over de samenstelling en het afgiftepatroon van de meststof. Dit maakt precisiebemesting mede mogelijk: het nauwkeurig bemesten van gewassen door de meststof toe te dienen, op het juiste moment, in de juiste vorm, in de juiste hoeveelheid, daar waar het nodig is. Door precisiebemesting wordt uitwas van nutriënten in de natuur voorkomen. Een nadeel van kunstmest is dat deze veelal wordt geproduceerd met behulp van (fossiele) eindige grondstoffen, met onder andere een negatief effect op het milieu. Door bij precisiebemesting gebruik te maken van circulaire kunstmeststoffen worden deze nadelen van de kunstmestproductie ondervangen. Ook wordt door het benutten van nutriënten uit reststromen (zoals fosfaat uit rioolslib) voorkomen dat deze het milieu aantasten. 

### Kunstmestvervangers
Naast het onderscheid tussen natuurlijke en kunstmatige meststoffen, worden er steeds meer technieken ontwikkeld om natuurlijke mest te bewerken of nutriënten uit deze meststoffen te recupereren. Daarmee is de bron voor deze meststoffen organisch, maar is de resulterende meststof kunstmatig samengesteld. Hoewel daarmee het nadeel dat het nutriënten-afgiftepatroon van natuurlijke meststoffen lastiger controleerbaar is wordt ondervangen, vallen veel van dit soort meststoffen in de Europese Nitraatrichtlijn nog onder dierlijke meststoffen. Daarmee geldt ook dezelfde limiet op het gebruik van deze meststoffen. In het onderzoekscentrum van de Europese Commissie, het Joint Research Centre, wordt in het project SAFEMANURE onderzocht onder welke voorwaarden stikstofmeststoffen die uit dierlijke meststoffen zijn vervaardigd (RENURE: recovered nitrogen from manure) mee mogen tellen in de kunstmestruimte.

## Groene circulaire meststoffen
Wanneer niet langer eindige grondstoffen worden gebruikt voor de productie van meststoffen en de nutriëntenkringlopen gesloten zijn, is de impact van meststoffen op het milieu niet per definitie verdwenen. De productie en verwerking van meststoffen vergt veel energie. Wanneer deze energie niet duurzaam wordt opgewekt, is er nog steeds sprake van druk op het milieu. Groene circulaire meststoffen zijn geproduceerd zonder het gebruik van eindige grondstoffen en met het gebruik van duurzame energie. 
Een voorbeeld van een huidig productieproces dat ook op een groene, circulaire manier kan plaatsvinden is het productieproces van ammoniak, een meststof die naar schatting in de helft van de wereldvoedselproductie wordt toegepast. Ammoniak wordt nu geproduceerd door middel van het Haber-Boschproces, waarmee waterstof en stikstof met een katalysator worden gecombineerd tot ammoniak. Voor deze reactie is een temperatuur van 500 graden Celsius en een druk van 20 MPa nodig. In 2010 verbruikte de ammoniakproductie 1% van de wereldwijd geproduceerde energie en veroorzaakte 451 miljoen ton CO2 uitstoot. Daarnaast wordt de waterstof voor de ammoniakproductie gewonnen uit fossiele brandstoffen, voornamelijk aardgas.
Waterstof kan ook uit water worden gewonnen door middel van elektrolyse. In dit geval wordt er geen gebruik meer gemaakt van een eindige grondstof (aardgas), maar van een circulaire grondstof. Als de elektriciteit voor elektrolyse duurzaam is opgewekt, bijvoorbeeld met windenergie, worden er bovendien geen broeikasgassen uitgestoten. Ook voor het Haber-Boschproces kan duurzame energie gebruikt worden, en er worden duurzame alternatieven voor deze methode onderzocht. Op ammoniak gebaseerde meststoffen die geproduceerd worden met zowel circulaire grondstoffen als duurzame energie, zijn een voorbeeld van groene circulaire meststoffen.